# Probo
Marco Aurélio Probo (em latim: Marcus Aurelius Probus) foi o imperador romano entre 276 e 282.

## Vida
Probo nasceu em Sírmio em 18 de agosto de 232, filho de Dalmácio. Sob Valeriano (r. 253–260) e sucessores, serviu como tribuno na fronteira do Império Romano no rio Danúbio. Pode ser que também tenha servido no Egito sob Aureliano (r. 270–275). Em junho de 276, suas tropas proclamaram-o Augusto (imperador) em sucessão de Marco Ânio Floriano (r. 276). Foi morto pelas tropas em Sírmio em outubro de 282. Com sua morte, seus descendentes foram viver perto de Verona, na Itália, alguns vindo a tornar-se líderes no senado.